# Джоэл (The Last of Us)
Джо́эл Ми́ллер (англ. Joel Miller) — персонаж игровой серии The Last of Us от компании Naughty Dog, озвученный американским актёром Троем Бейкером, который также сыграл его с помощью технологии захвата движения. В телесериале «Одни из нас» роль контрабандиста исполнил чилийско-американский актёр Педро Паскаль. Джоэл был создан креативным директором и сценаристом The Last of Us Нилом Дракманном. Представители Naughty Dog провели масштабный кастинг на роль персонажа, так как его отношения с Элли являлись центральным элементом игры. Во время работы над первой частью Бейкер дополнил образ Миллера, сделав его более эмоциональным героем, чем изначально планировали разработчики. Дракманн хотел, чтобы игроки, в частности родители, могли ассоциировать себя с Джоэлом благодаря его взаимоотношениям с Элли; он считал контрабандиста морально сложным персонажем. Креативный директор полагал, что арка персонажа была завершена в оригинальной игре, поэтому решил выбрать в качестве отправной точки сиквела его смерть.
В первой игре франшизы, события которой разворачиваются в постапокалиптическом мире, контрабандист Джоэл Миллер сопровождает юную Элли через территорию бывших Соединённых Штатов Америки: так как девушка обладает иммунитетом к распространившейся по Земле инфекции, учёные намереваются изучить особенности её организма и создать вакцину. Миллер ненадолго появляется в DLC к игре с подзаголовком Left Behind. В The Last of Us Part II его убивает женщина по имени Эбби, после чего Элли отправляется на поиски последней, чтобы отомстить.
Игровые журналисты хвалили сложный и проработанный образ персонажа, а также его взаимоотношения с Элли. Критики высоко оценили исполнение Бейкера и Паскаля в играх и телесериале: оба актёра получили различные награды и номинации за эту роль.

## Создание

Различные дизайны Джоэла, которые менялись в течение разработки The Last of Us

Разработчики The Last of Us долго искали актёра на роль Джоэла, так как взаимоотношения между ним и Элли являлись важнейшим компонентом игры. Наблюдая за совместной игрой Троя Бейкера и актрисы Эшли Джонсон, которая сыграла Элли, они пришли к выводу, что из Бейкера, несмотря на относительно молодой возраст актёра, получится идеальный Миллер. По словам креативного директора The Last of Us Нила Дракманна, разработчиков впечатлили голос и движения Бейкера. Актёр существенно дополнил образ своего персонажа: например, он убедил Дракманна, что, будучи одиноким человеком, Джоэл должен заботиться о Тесс. Разрабатывая дизайн контрабандиста, сотрудники Naughty Dog хотели, чтобы Миллер выглядел как «жестокий машинист из подполья карантинного города», но в то же время воспринимался как «заботящийся об Элли отец». По задумке создателей, Джоэл напоминал типичного «американца из сельской местности», так как подобные ему люди, которые сталкивались с трудностями и лишениями, отличались самостоятельностью и изобретательностью. Команда экспериментировала с внешностью протагониста, чтобы подобрать подходящий для него возраст.
Изначальным прообразом Джоэла был главный герой картины «Старикам тут не место» Льюэллин Мосс, роль которого исполнил американский актёр Джош Бролин: Дракманн воспринимал его как «очень спокойного, но в то же время довольно хладнокровного человека» в опасных ситуациях. Тем не менее, Бейкер переосмыслил персонажа, сделав его более эмоциональным. В конечном итоге, на примере The Last of Us разработчики решили показать, насколько далеко готов зайти отец, чтобы спасти своего ребёнка: изначально Миллер ставил на кон только свою жизнь, затем был вынужден жертвовать своими друзьями, после чего и вовсе пожертвовал всем человечеством, чтобы спасти Элли.
Дракманн считал, что игроки, в частности родители, могут ассоциировать себя с Джоэлом благодаря его взаимоотношениям с Элли. По мнению Бейкера, истинная личность Джоэла проявляется на протяжении всего повествования. Дракманна интересовали позиции игроков относительно протагониста: одни считали его героем, а другие — злодеем; сам креативный директор считал, что Джоэл был «сложным человеком, который принимал хорошие и плохие решения», однако оставил этот вопрос открытым для игроков. Во время прослушивания Бейкер прочёл описание персонажа из сценария, в котором говорилось, что у Джоэла остались «какие-то остатки морали, которые необходимо пересечь»; по словам актёра, эта особенность позволила ему понять суть персонажа. Бейкеру тяжело дались съёмки пролога игры, в котором Джоэл взаимодействовал со своей дочерью Сарой, сыгранной актрисой Ханой Хейз. Дракманн также счёл эпизод неудачным и переснял его, предварительно объяснив актёру, какую игру он ждёт от него. Впоследствии Бейкер пришёл к выводу, что он пытался произвести впечатление на аудиторию своей игрой, которая не соотносилась с этим эпизодом.
Дракманн полагал, что арка персонажа Джоэла была завершена в первой части. С самого начала разработки The Last of Us Part II создатели игры решили использовать смерть Миллера в качестве отправной точки повествования. Эпизод с убийством контрабандиста Дракманн назвал одним из самых сложных с точки зрения написания, репетирования и постановки. Хотя изначально разработчики не решались пойти на это, по мере составления сюжета они убедились в необходимости эпизода. В раннем варианте сценария Джоэл произносил имя своей дочери перед смертью, однако Бейкер счёл эту реплику излишней и предложил исключить её. По задумке разработчиков, смерть Сары из первой части должна была вызвать печаль, а убийство Джоэла — гнев. Изначально Элли отсутствовала в этой сцене, а о смерти Джоэла ей сообщал его брат Томми, однако Дракманн пришёл к выводу, что наблюдение за смертью контрабандиста от лица Элли только усилит ярость игроков. Он не хотел, чтобы сцена воспринималась как нечто «героическое», напротив, она должна была быть «отвратительной, резкой и унизительной»; в ранней версии сцены было больше крови, однако разработчики уменьшили её количество. Хотя Дракманн предвидел негативную реакцию игроков, для него было необходимо рассказать эту историю; по мнению креативного директора, известность Naughty Dog в игровой индустрии позволила ему и его команде пойти на риск, на который бы не решились другие разработчики. В другой версии сцены Эбби била Джоэла ножом в спину, а затем закручивала его, чтобы парализовать контрабандиста; так как ножи являлись фирменным оружием Элли, создатели заменили его на клюшку для гольфа, отчасти вдохновившись неприятным инцидентом из юности Дракманна.

### Личность
В прологе The Last of Us Джоэл изображается как чуткий отец-одиночка, который трепетно относится к своей дочери. По прошествии 20 лет со дня её смерти, в течение которых Джоэл стал свидетелем более ужасных событий, он существенно изменился: например, он стал прибегать к насилию для решения своих проблем и какое-то время холодно относился к Элли. СМИ часто описывают Джоэла как антигероя. Его одержимость выживанием подпитывается десенсибилизацией, вызванной смертью Сары. За годы жизни в постапокалиптическом мире Джоэл стал находчивым, практичным и безэмоциональным, однако он так и не смог преодолеть психологическую травму. Он не хочет привязываться к другим людям, так как боится потерять их. Движения Миллера подчёркивают его возраст и опыт. По мере развития сюжета Джоэл смягчается по отношению к Элли и начинает относиться к ней как к родной дочери. В эпилоге первой игры подразумевается, что Элли стала чересчур важна для контрабандиста, поэтому он не может «поступить правильно» подобно классическим героям. Некоторые люди видят в его действиях искупление, а другие — эгоизм.

### Адаптация
10 февраля 2021 года стало известно, что чилийско-американский актёр Педро Паскаль сыграет Джоэла в телесериале-адаптации «Одни из нас» от HBO. Среди других кандидатов на эту роль создатели проекта рассматривали Махершалу Али и Мэттью Макконахи; по сообщению The Hollywood Reporter, Али «обсуждал возможность присоединиться к сериалу», но соглашение так и не было достигнуто. После завершения съёмок во втором сезоне «Мандалорца» Паскаль получил несколько предложений от крупных компаний, однако выбор актёра пал на «Одних из нас», в частности, из-за желания поработать с соавтором проекта Крейгом Мейзином. Паскаль согласился исполнить роль Джоэла в течение суток после поступления предложения, получив разрешение от продюсеров «Мандалорца» сняться в сериале от HBO. По некоторым данным, Паскаль получил 600 000 долларов США за один эпизод, что сделало его одним из самых высокооплачиваемых звёзд американского телевидения.
Паскаля взяли на роль из-за его способности изобразить жёсткого, измученного и уязвимого персонажа, который подавляет свои эмоции до тех пор, пока это необходимо. После неудачной попытки поиграть в The Last of Us актёр пришёл к выводу, что ему недостаёт навыков; затем он передал управление своему племяннику и начал наблюдать за его прохождением. Образ Джоэла впечатлил Паскаля, однако он не хотел подражать игровой версии и решил «создать здоровую дистанцию» между протагонистом и его телевизионным воплощением. Актёр без труда воспроизвёл техасский акцент персонажа, так как провёл свою юность в Сан-Антонио.

## Появления
Уроженец Техаса Джоэл Миллер стал отцом-одиночкой в возрасте около 20 или 30 лет. Когда началась пандемия, вызванная мутировавшим грибом кордицепсом, Джоэл покинул свой дом вместе с 12-летней дочерью Сарой и братом Томми. В ходе бегства они ввязались в перестрелку с солдатом, в результате которой Сара получила смертельное ранение и умерла на руках отца. В течение следующих 20 лет он делал всё возможное, чтобы выжить. За время, проведённое в жестоком постапокалиптическом мире, эмоционально травмированный смертью дочери Миллер стал опытным выжившим, жёстким и отчуждённым.
Спустя 20 лет после смерти Сары Джоэл вместе со своей подругой и партнёршей Тесс занимается контрабандой в карантинной зоне Бостона, находящейся под военной диктатурой. Во время поиска бывшего сообщника, который украл часть их добычи, они сталкиваются со своей знакомой Марлин, возглавляющей группировку боевиков-революционеров «Цикады»: она поручает Джоэлу и Тесс вывести 14-летнюю Элли за пределы охраняемого военными периметра. В дальнейшем обнаруживается, что Элли обладает иммунитетом к инфекции. В назначенной точке встречи — Капитолии — Тесс раскрывает, что заразилась, после чего просит Джоэла завершить их миссию с помощью Томми, который ранее работал с «Цикадами». Изначально Джоэл холодно и грубо общается с Элли, однако по мере продвижения по территории бывших Соединённых Штатов Америки привязывается к девочке. После встречи с Томми Джоэл просит брата завершить миссию вместо него, однако Элли убеждает контрабандиста остаться с ней и продолжить совместный путь. Узы между ними становятся ещё крепче, когда Элли едва не теряет тяжелораненого Миллера, а тот приходит ей на помощь в противостоянии с бандой каннибалов в Колорадо. Обнаружив, что лагерь «Цикад» в Колорадо был разрушен, Джоэл и Элли отправляются на другой объект группировки в Солт-Лейк-Сити. Там Джоэл узнаёт, что «Цикады» не смогут создать вакцину, не убив Элли во время операции, так как им необходимо извлечь мутировавший штамм грибка из её мозга. Контрабандист пробирается в операционную и уносит бессознательную Элли в безопасное место, в процессе убивая Марлин и её людей. Впоследствии он лжёт Элли, заявив, что «Цикадам» удалось найти десятки других людей с иммунитетом. Ощущая вину уцелевшего, Элли просит Джоэла рассказать ей правду, однако контрабандист заверяет её, что не лгал.
В конечном итоге Элли и Джоэл оседают в поселении Томми, расположенном на территории бывшего города Джексон. Там он сознаётся брату в том, что обманул девочку. В день рождения Элли Джоэл отправляется с ней в музей. В какой-то момент он дарит ей гитару, выполняя своё обещание научить её играть на этом инструменте. Некоторое время спустя Элли возвращается в больницу «Цикад» и узнаёт правду, после чего в ярости прекращает общение с Джоэлом. В дальнейшем между ними происходит разговор по душам, в ходе которого Джоэл заявляет, что не жалеет о своём решении, а Элли даёт обещание попытаться простить его. На следующий день Джоэл и Томми отправляются в патруль и спасают от заражённых незнакомую девушку по имени Эбби. Затем они прибывают к группе последней и раскрывают свои имена, после чего люди Эбби нападают на братьев. Выясняется, что в прошлом все они состояли в рядах «Цикад», а после смерти их руководства присоединились к Вашингтонскому Освободительному Фронту (ВОФ) и осели в Сиэтле. Элли находит Миллеров, однако девушке не удаётся дать отпор солдатам ВОФ и приходится беспомощно наблюдать за тем, как Эбби до смерти забивает Джоэла клюшкой для гольфа. Вскоре раскрывается, что отец Эбби был ведущим хирургом «Цикад», которого Джоэл убил во время спасения Элли, в результате чего Эбби и её группа поклялись отомстить ему.

## Восприятие
Джоэл был удостоен положительных отзывов со стороны игровых журналистов. В своей рецензии на The Last of Us Колин Мориарти из IGN пришёл к выводу, что проникся историей этого персонажа. Энди Келли из Computer and Video Games назвал Джоэла противоположностью другого протагониста Naughty Dog Нейтана Дрейка, так как Миллер «не принимает похвалы и не празднует свои триумфы». Несмотря на исходящую от него «суровость и раздражительность», Миллер понравился рецензенту Destructoid Джиму Стерлингу. По мнению Оли Уэлша из Eurogamer, к концу игры Джоэл и Элли «превратились из клишированных в многогранных персонажей». С другой стороны, обозреватель GameSpot Том Мак Ши посчитал Джоэла неприятным и неблизким для себя протагонистом.
Критики высоко оценили взаимоотношения Джоэла и Элли: например, в своей рецензии для Game Informer Мэтт Хельгесон назвал их «трогательными» и «хорошо проработанными», Ричард Митчелл из Joystiq — «искренними» и «эмоциональными», а Колин Мориарти из IGN — «изюминкой игры». Оли Уэлш из Eurogamer считает, что персонажи были разработаны «мастерски и кропотливо». Обозреватель Polygon Филип Коллар отметил, что необязательные диалоги между героями хорошо раскрывали их образы. Кимберли Уоллес из Game Informer назвала дуэт Джоэла и Элли одним из лучших в 2013 году, в первую очередь за их стремление защищать друг друга. Её коллега Кайл Хиллиард сравнил отношения между героями The Last of Us с отношениями Принца и Элики из приключенческого экшена Prince of Persia 2008 года: хотя, по мнению обозревателя, персонажи обоих дуэтов заботились друг о друге, отношения Джоэла и Элли достигли «эмоционального апогея», чего нельзя было сказать о персонажах Prince of Persia. Дэвид Мейклхэм из PlayStation Official Magazine назвал Джоэла и Элли лучшими персонажами игр для PlayStation 3.
Бейкер получил признание за своё исполнение в The Last of Us со стороны большого количества рецензентов. Энтони Северино из PlayStation LifeStyle заявил, что персонаж не был безразличен ему благодаря игре Бейкера, а Джанкарло Вальдес из VentureBeat похвалил актёра за то, что тот сделал персонажа более глубоким. Роль в The Last of Us принесла Бейкеру победу в категорию «Лучший актёр озвучивания» на Spike VGX и номинации за «Лучшее исполнение» от The Daily Telegraph, за «Выдающуюся игру персонажа» на D.I.C.E. Awards и за «Лучшее исполнение» на церемонии вручения наград Британской академии видеоигр. Игровые журналисты также хвалили роль актёра в The Last of Us Part II. По мнению Алекса Аварда из GamesRadar+, в роли Миллера Бейкер «крадёт [зрительское внимание] в одних из лучших сцен [игры]». В рецензии для Entertainment Weekly Эван Льюис написал, что Бейкер «заслуживает всех возможных похвал за своё душераздирающее выступление». Джонатон Дорнбуш из IGN похвалил Бейкера за реалистичное изображение усталого Джоэла. За свою роль Бейкер получил премию Национальной академии рецензентов индустрии видеоигр в категории «Выдающаяся роль второго плана в драме» и был номинирован на премию Британской академии видеоигр за исполнение роли второго плана.
В рецензиях на телесериал-адаптацию «Одни из нас» неоднократно отмечались игра Паскаля и его экранная химия с Беллой Рамзи. Джон Ньюджент из Empire и Валери Эттенхофер из /Film назвали роль Паскаля лучшей в его карьере. По мнению Акселя Меца из TechRadar, актёр «идеально воплотил Джоэла в реальности». Марк Делани из GameSpot признался, что игра Паскаля в первом эпизоде дважды пробила его на слезу; рецензент похвалил актёра за способность демонстрировать разные аспекты личности Миллера; Аарон Бейн из Push Square заявил, что Паскаль мог без слов передать мучения Джоэла. Обозреватель The A.V. Club Дэвид Кот заявил, что искренне наслаждался теплотой и юмором Паскаля, в частности, в сценах с обучением Элли. За свою роль Паскаль получил несколько наград на церемониях вручения Astra TV Awards, MTV Movie & TV Awards, People’s Choice Awards и Премии Гильдии киноактёров США, а также несколько номинаций, в том числе на премии «Золотой глобус», Прайм-таймовую премию «Эмми» и Премию Ассоциации телевизионных критиков.